# Милован Данојлић
Милован Данојлић (Ивановци, код Љига, 3. јул 1937 —  Поатје, 23. новембар 2022) био је српски књижевник, преводилац и академик. Данојлић је био члан САНУ, председник Српске књижевне задруге од 2013. године и члан оснивач, као и члан Управног одбора Удружења за културу, уметност и међународну сарадњу „Адлигат” у Београду, у коме се налази његов легат. Био је један од интелектуалаца који су учествовали у обнови Демократске странке.

## Биографија
Основну школу завршио је у родном селу, а ниже разреде гимназије похађао је у малом месту, седам километара удаљеном од његове куће, до кога је свакодневно долазио пешице. Године 1953. сам одлази од куће у Београд и тамо, упоредо са похађањем гимназије, ради разне послове, попут продавања леда и новина, да би себи обезбедио живот. Након завршене гимназије уписао је Филолошки факултет, где је дипломирао на Одсеку за романистику (француски језик и књижевност).
Данојлић је почео да пише врло рано, а већ у средњошколским данима писао је кратке дописе за лист Република. Сарађивао је као стални и спољни сарадник у дневним листовима Борба, Политика, у НИН-у и бројним књижевним часописима. Прву збирку песама објавио је 1959. године под називом „Како спавају трамваји”. Своје песме углавном је намењивао деци, али и њиховим родитељима, а посебно се истиче поема „Дечји законик” у којој Милован истиче обавезу родитеља да деци обезбеде срећан и безбрижан живот. Осим поезије, пише и прозу, есејистику и књижевну критику. 
Од 1984. године живи у Француској, где је у два наврата радио као лектор за српскохрватски језик на Универзитету у Поатјеу (франц. Université de Poitiers), а неколико година је обављао послове спољног сарадника париског радија.
Био је члан Српске академије наука и уметности од 2000. године, прво као члан ван радног састава, потом дописни члан, те редовни члан од 8. новембра 2018. године. Члан је оснивач, али и члан Управног одбора Удружења за културу, уметност и међународну сарадњу „Адлигат” и један од првих људи који су подржали оснивање ове институције. Један је од 13 интелектуалаца који су обновили рад предратне Демократске странке 1989. године. У родним Ивановцима подигао је Цркву Светог Николе, 2000. године.
Данојлић је објавио више од 70 књига белетристике и поезије на српском језику. Приредио је и превео велики број књига из књижевности за децу, а преводио је и дела познатих писаца попут В. Шекспира (комплетни сонети), Ш. Бодлера, Ј. Бродског, Е. Сиорана, Л. Арагона, Е. Паунда, В. Б. Јејтса, Е. Јонеског, П. Клодела, писана на француском и енглеском језику.
Неке од најпознатијих Данојлићевих књига су „Нека врста циркуса”, „Драги мој Петровићу”, „Личне ствари - огледи о себи и о другима” и „Балада о сиромаштву”.
За положај песника је говорио: Песник се може уморити, може запасти у очајање и безнађе, и певајући о свом клонућу, донекле га речју превазилазити, али он не може прећи у непријатељски табор, онај у коме су поробљивачи и силници. Он је непобедиви борац и кад голорук излази у арену.
О поезији је писао: Поезија је со земље, и песници су осетљиве антене народних заједница. Они примају и региструју дрхтаје и трептаје, узлете и тежње, наде и клонућа свог племена. Песници нису предводитељи ни пресудитељи, а ипак, добро је ослушнути оно што говоре. И онда, кад се чине чудни и настрани, можда су тада једини на добром, исправном путу. Њихова се лудост, тако често, потврдила као највиши облик памети".
Преминуо је 23. новембра 2022. године у Поатјеу. Сахрањен је 28. новембра 2022. поред цркве коју је подигао у свом родном селу.

## Критика
- „Данојлић иде међу оне ретке савремене српске песнике који разумеју и знају шта је светост језика.” - Михајло Пантић[12]
- „Призивање основности, првобитности, посредно или сасвим изричито, често је место у Данојлићевим песмама, посебно у оним смештеним у природу, у окружење које редовно потакне на темељне запитаности и сагледања.” - Драган Хамовић[12]
- „Обликујући слику природе и друштва, Данојлићева поезија представља човека у своме окружењу, међу изазовима и ограничењима. Однос између природе и друштва у овој поезији није увек једноставан.” - Гојко Божовић[12]
- „У поезији Милована Данојлића сви бегови и лутања завршавају се у тачки из које се и пошло, географски и биографски из срца Шумадије, а поетички путем неосимболизма, надреализма, сопственог пантеистичког тока до религијског.” - Светлана Шеатовић-Димитријевић[12]
- Матија Бећковић наводи  да је Данојлић био језички зналац и чистунац, а од његове лирске прозе у „Години која пролази кроз авлију” тешко да имамо чистије лирике.[13]

## Легат Милована Данојлића
Милован Данојлић један је од првих људи који је формирао свој легат у Удружењу за културу, уметност и међународну сарадњу „Адлигат”, односно Библиотеци Лазић, недуго након њеног поновног отварања за јавност 2009. године. Након оснивања Удружења и Музеја српске књижевности (2012), његов легат смештен је у просторије Музеја и званично отворен 2018. године.

## Награде
- Орден Светог Саве
- Награда листа „Младост”, за збирку песама Како спавају трамваји, 1960.
- Награда „Младо поколење”, за збирку песама Како спавају трамваји, 1960.[15]
- Књижевна награда „Невен”, за књигу песама Фуруница јогуница, 1970.[15]
- Награда „Милош Н. Ђурић”, за превод дела Станица у пустињи Јосифа Бродског, 1972.[15]
- Књижевна награда „Невен”, за књигу песама Родна година, 1973.
- Змајева награда, за књигу песама Пут и сјај, 1976.[15]
- Награда „Исидора Секулић”, за књигу Змијин свлак, 1979.
- Октобарска награда града Београда, за књигу Змијин свлак, 1980.
- Награда „Бранко Ћопић”, за књигу Година пролази кроз авлију, 1992.[15]
- НИН-ова награда за дело Ослободиоци и издајници, 1997.
- Награда „Десанка Максимовић”, 1999.[15]
- Награда „Златни сунцокрет”, за књигу Балада о сиромаштву, 1999.
- Награда „Жичка хрисовуља”, 2004.[15]
- Награда „Златни крст кнеза Лазара”, 2008.
- Дучићева награда, 2010.
- Награда Српске књижевне задруге, 2010.
- Награда „Др Шпиро Матијевић”, за роман Прича о приповедачу, 2010.
- Награда „Извиискра Његошева”, за целокупни рад, 2014.
- Награда „Печат времена”, за књигу Писма без адресе, 2013.[15]
- Златна медаља за заслуге, 2016.[16]
- Награда „Драинац”, за збирку песама Животи, животи, 2017.
- Награда „Књижевни вијенац Козаре”, за животно дело, 2017.[17]
- Награда „Григорије Божовић”, за трилогију Писма без адресе, за 2018.
- Велика награда „Иво Андрић”, 2021.[18]
- Повеља Матице српске за неговање српске језичке културе, 2023.[19]

## Дела
- Урођенички псалми, Нолит, Београд, 1957.
- Недеља, Lykos, Загреб, 1959.
- Како спавају трамваји[6], Lykos, Загреб, 1959.
- Ноћно пролеће, Прогрес, Нови Сад, 1960.
- Баладе, Нолит, Београд, 1966.
- Лирске расправе, Матица српска, Нови Сад, 1967.
- Фуруница-јогуница, Културни центар, Нови Сад, 1969.
- Гласови, независно издање, Београд, 1970.
- Чудноват дан, Младо поколење, Београд, 1971.
- О раном устајању, Матица српска, Нови Сад, 1972.
- Родна година, БИГЗ, Београд, 1972.
- Онде поток, онде цвет, Змајеве дечје игре/Раднички универзитет, Нови Сад, 1973.
- Чистине, Матица српска, Нови Сад, 1973.
- Грк у затвору, Аугуст Цесарец, Загреб, 1975.
- Наивна песма, Нолит, Београд, 1976.
- Пут и сјај, Матица српска, Нови Сад, 1976.
- Како је Добрислав протрчао кроз Југославију[20], БИГЗ, Београд, 1977.
- Мука с речима, Слободан Машић, Београд, 1977.
- Песме, Нолит, Београд, 1978.
- Тачка отпора, Либер, Загреб, 1978.
- Зимовник, Збирка Бишкупић, Загреб, 1979.
- Змијин свлак[21], Нолит, Београд, 1979.
- Ране и нове песме, Просвета, Београд, 1979.
- Како живи пољски миш, Народна књига, Београд, 1980.
- Сенке око куће, Знање, Загреб, 1980.
- То : вежбе из упорног посматрања, Просвета, Београд, 1980.
- Срећан живот, Младост, Загреб, 1981.
- Мишја рупа, М. Данојлић/М. Јосић, Београд, 1982.
- Сунце је почело да се злати[22], Завод за издавање уџбеника, Нови Сад, 1982.
- Чишћење алата, М. Данојлић/С. Машић, Београд, 1982.
- Брисани простор, Српска књижевна задруга, Београд, 1984.
- Подгузница, М. Јосић/М. Данојлић, Београд, 1984.
- Шта сунце вечера, Рад, Београд, 1984.
- Као дивља звер : тешкоће с људима и са стварима, Филип Вишњић, Београд, 1985.
- Вечити наилазак : стихови, Југославика, Торонто, 1986.
- Драги мој Петровићу[23], Знање, Загреб, 1986.
- Чекајући да стане пљусак, [с.н.], Париз, 1986.
- Писати под надзором, Нова Југославија, Врање, 1987.
- Нека врста циркуса, Књижевна омладина Србије, Београд, 1989.
- Тачка отпора : изабране песме, Српска књижевна задруга, Београд, 1990.
- Зло и наопако, БИГЗ, Београд, 1991.
- Година пролази кроз авлију, Српска књижевна задруга, Београд, 1992.
- Песме за врло паметну децу, Просвета, Београд, 1994.
- Да ми је знати : избор из поезије за децу, Змај, Нови Сад, 1995.
- На обали, Градска библиотека, Чачак, 1995.
- Мартовско сунце : избор из поезије за децу, ИНГ Комерц, Нови Сад, 1996.
- Место рођења, Филип Вишњић, Београд, 1996.
- Мука духу, Драганић, Београд, 1996.
- Тешко буђење, Плато, Београд, 1996.
- Шта човек да ради, Образовање, Нови Сад, 1996.
- Јесен на пијаци, Школска књига, Нови Сад, 1997.
- Недеља у нашој улици, Тодор, Нови Сад, 1997.
- Ослободиоци и издајници[24], Филип Вишњић, Београд, 1997.
- Балада о сиромаштву, Филип Вишњић, Београд, 1999.
- Велики испит, Verzal Press, Београд, 1999.
- Како спавају трамваји и друге песме, Јефимија, Крагујевац, 1999.
- Како је краљ Коба Јаги напустио престо, Интелекта, Ваљево, 2000.
- Певанија за децу, Дечје новине, Горњи Милановац, 2000.
- Разгоревање ватре : изабране песме, Задужбина Десанке Максимовић, Београд, 2000.
- Личне ствари : огледи о себи и другима, Плато, Београд, 2001.
- Месец је пун као кљун : избор из поезије за децу, Агенција за откривање и развој талената "Никола Тесла", Нови Сад, 2001.
- Ограда на крају Београда, Bookland, Београд, 2001.
- Пустоловина или Исповест у два гласа, Филип Вишњић, Београд, 2002.
- Зечји трагови, Филип Вишњић, Београд, 2004.
- Игре с речима, Филип Вишњић, Београд, 2005.[25]
- Србија на западу[26], НБ "Стефан Првовенчани", Краљево, 2005.
- Човек човеку, Књижевна заједница "Борисав Станковић", Врање, 2006.
- Пешачки монолог, Плато, Београд, 2007.
- Учење језика[27], Српска књижевна задруга, Београд, 2008.
- Прича о приповедачу, ИП Матица српска, Нови Сад, 2009.
- Црно испод ноктију, Плато, Београд, 2010.
- Добро јесте живети[28], Албатрос Плус, Београд, 2010.
- Изнуђене исповести, Плато, Београд, 2010.
- Писма без адресе[29], Службени гласник, Београд, 2012.
- Храна за птице, Албатрос Плус, Београд, 2014.
- Исповест на тргу, СКЗ, Београд, 2022.[30]

Преводи
- Сонети - Шекспир
- Станица у пустињи - Јосиф Бродски
- Кратак преглед распадања - Сиоран